# Kanton Béziers-4
Kanton Béziers-4 (francouzsky Canton de Béziers-4) je francouzský kanton v departementu Hérault v regionu Languedoc-Roussillon. Tvoří ho pět obcí.

## Obce kantonu
- Béziers (část)
- Sauvian
- Sérignan
- Valras-Plage
- Vendres

Z města Béziers se v kantonu nacházejí městské čtvrti Gare, Port Neuf, Fonserannes, Pech de la Pomme, La Devèze, Montimaran, La Gayonne, Hôpital, Z.I. du Capiscol a Domaine de Bayssan.